# NHRA Drag Racing
NHRA Drag Racing es un videojuego de 1998 de Mind Magic Productions. El juego fue sancionado por la Asociación Nacional de Hot Rod.

## Jugabilidad
NHRA Drag Racing es una simulación de carreras de resistencia en 3D. Te permite participar en carreras de resistencia desde una perspectiva en primera persona. Este título con licencia oficial presenta 22 eventos oficiales de carreras de resistencia de la NHRA en 19 pistas diferentes y verdaderas estrellas de las carreras de resistencia.
Puede elegir entre varios vehículos de la categoría dragsters (rieles) que queman nitro o autos divertidos. Como en la vida real, las carreras de resistencia sólo duran unos seis segundos, pero las condiciones climáticas pueden tener un gran efecto en el comportamiento del coche. Hay varias partes de los autos que se pueden ajustar para mejorar el rendimiento.
El juego viene con descripciones detalladas de todas las pistas oficiales y patrocinadores incluidos.

## Desarrollo
El juego fue desarrollado por Tantrum Entertainment, una empresa fundada en 1996. El título estaba en desarrollo ya en septiembre de 1997. and was originally scheduled to release in May 1998. Las estrellas de las carreras de resistencia de la NHRA Ron Capps y Whit Bazemore ayudaron a realizar una prueba beta del juego que se exhibió públicamente en los Nacionales de la Ruta 66 de Fram de mayo.

## Recepción
Hyper le dio al juego una puntuación de 64 sobre 100, afirmando: "Los fanáticos de las carreras de drag probablemente no estarían decepcionados y probablemente mejorarían la jugabilidad, pero un título de carreras sin el manejo se desgastará rápidamente con cualquier otro jugador".